# 石綿取扱作業従事者
石綿取扱作業従事者（いしわたとりあつかいさぎょうじゅうじしゃ）は、石綿取扱作業従事者特別教育を修了した者。

## 概要
- この資格を持っていないと石綿を扱う仕事は出来ない。

## 受講資格
- 18歳以上。但し、石綿作業主任者修了者（2005年以前に特定化学物質作業主任者資格を修了した者を含む）は受講の必要はなし。

## 特別教育
- 告示で規定された履修時間は4.5時間（以上）となっている。

### 講習科目
1. 石綿等の有害性
2. 石綿等の使用状況
3. 石綿等の粉じんの発散を抑制するための措置
4. 保護具の使用方法
5. 前各号に掲げるもののほか、石綿等のばく露の防止に関し必要な事項